# سیهون (شهر)
 سیهون  شهر کوچکی از توابع استان ذَمار در کشور یمن در شبه جزیره عربستاناست. 